# 숌버그 흑인 자료 도서관

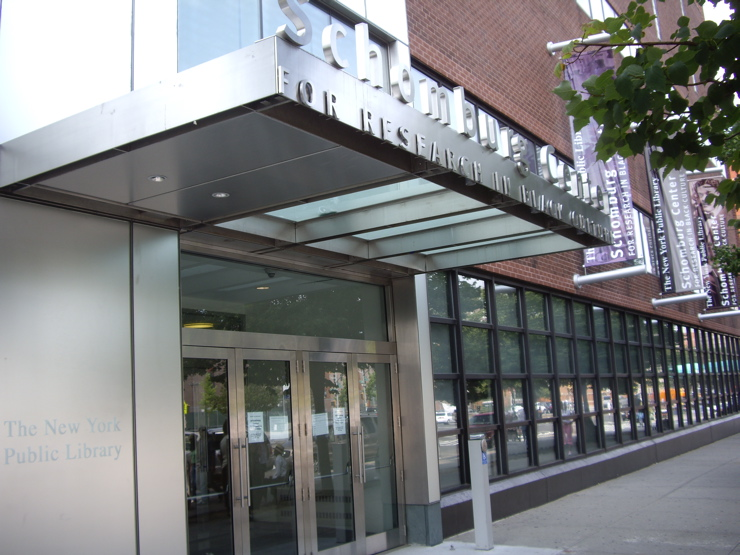
숌버그 흑인 자료 도서관

숌버그 흑인 자료 도서관(Schomburg Center for Research in Black Culture)은 뉴욕 할렘에 위치한 도서관이다. 흑인 문화에 대해서는 세계 최대의 장서를 가지고 있는 도서관으로, 흑인 문화 형성과 발전 과정 등을 알아 볼 수 있는 자료들이 있다.
이 도서관은 1905년 7월 14일 개장하였으며, 당시 10,000건의 책을 소유했다.

## 참조
1. ↑   “Library's West 135th Street Branch Will Mark 25th Anniversary Tuesday: Schomburg Collection of Negro Literature Brought Harlem Unit 'to Attention of Book World--Considered Finest”. 《New York Amsterdam News》. 1930년 7월 30일. 3면.